# Úřad pro koordinaci humanitárních záležitostí
Úřad pro koordinaci humanitárních záležitostí (United Nations Office for the Coordination of Humanitarian Affairs, UNOCHA), orgán Organizace spojených národů (OSN) ustanovený v roce 1998 s cílem mobilizovat a koordinovat Kolektivní úsilí mezinárodního společenství a obzvláště pak jednotlivých agentur OSN v době humanitárních krizí vyvolaných přírodními katastrofami nebo člověkem.
Úřad sídlí v New Yorku a Ženevě.

## Činnost
V souladu s ustanoveními rezoluce Valného shromáždění OSN č. 46/182 se činnost tohoto úřadu zaměřuje především na tyto oblasti:
1. politický vývoj a koordinace podpory činností generálního tajemníka;
2. zabezpečení, že všechny sporné humanitární otázky, včetně těch, které se týkají nedostatků v dosavadních mandátech agentur jako ochrana a pomoc osobám bez pobytu, jsou postoupeny jejich zástupcům při řešení sporných humanitárních otázek s vládními orgány;
3. koordinace nepředvídatelných humanitárních reakcí a zabezpečení ustavení vhodného mechanismu reakce.[1]

Úřad také podporuje a koordinuje každoroční oslavy Světového humanitárního dne.